# Ана Аничкова
Ана Митрофановна Аничкова (рус. Anna Mitrofanovna Aníchkova; 1868/1869 — 1935) је била руска књижевница и преводилац под псеудонимом Иван Страник. Писала је белетристику на француском и руском језику.

## Биографија
Рођена је на Кавказу 1868. или 1869. године. Удала се за књижевног критичара Јевгенија Васиљевича Аничкова са којим се преселила у Париз касних 1890-их где је основала књижевни салон који је привлачио писце попут Анатола Франса и Вјачеслава Иванова. Писала је романе на француском језику и допринела Revue de Paris, Revue Bleu и Figaro. Године 1909. се са супругом вратила у Русију где је почела да пише кратку белетристику за тамошњу „дебелу периодику”. Након Руске револуције 1917. се посветила превођењу уместо белетристике. Преминула је 1935. године.

## Радови

### Новеле
- ИНГИЛЬДА: ИСТОРИЧЕСКиЙ РОМАН ТРИНАДЦАТАГО СТОЛ'ЬТШ. [Ringil'da: A historical novel of the thirteenth century] (на језику: руски). 1900.
- L'appel de l'eau [The Call of Water] (на језику: француски). Paris: Société du Mercure de France. 1902.
- La statue ensevelie [The Buried Statue] (на језику: француски). Paris: Calmann-Lévy. 1902.
- L'ombre de la maison [The Shadow of the House] (на језику: француски). Paris: Calmann-Lévy. 1904.
- Les nuages [The Clouds] (на језику: француски). Paris: Calmann-Lévy. 1905.

### Остало
- Maxim Gorky. Les Vagabonds. Paris: Mercure de France. (преведено)
- Maxim Gorky (1902). Twenty-six and one: and other stories from the Vagabond series. New York: J.F. Taylor & Co. (преведено)
- La pensée russe contemporaine [Contemporary Russian Thought] (на језику: француски). Paris: A. Colin. 1903.
- Les mages sans étoile: ames russes [Magi without a star: Russian souls] (на језику: француски). Paris: Calmann-Lévy. 1906.